# Acolnahuacatl
Acolnahuacatl ou Acolmiztli era um deus mexicano do submundo de Mictlan. Acolmiztli, que significa em náuatle felino forte ou braço de puma; era representado como um puma de cor preta, com um rugido sobrenatural, que garantia que os vivos não entrassem no reino dos mortos.
O chamado rei poeta de Texcoco, Nezahualcóyotl (1402 – 1472), levou o seu nome na sua honra.